# Nicolaaskathedraal (Mozjaisk)
De Nicolaaskathedraal (Russisch: Никольский собор ) is een Russisch-orthodoxe kathedraal in de Russische stad Mozjaisk (Russisch: Можайск).

## Geschiedenis
Mozjaisk, vanuit het westen liggend aan de historische toegangsweg naar Moskou, was een belangrijke voorpost van Moskou. Geen wonder dat ter verdediging van de stad op deze plek een kremlin werd aangelegd. In 1624-1626 werden de houten verdedigingsmuren vervangen door stenen muren. Al een eeuw eerder werd een stenen poort gebouwd en gewijd aan de heilige Nicolaas. De Nicolaaskathedraal werd op de plek van de oude poortkerk in neogotische stijl gebouwd in de jaren 1802-1812. Het kremlin zelf was toen al goeddeels ontmanteld. De kerk werd de Nieuwe Nicolaaskathedraal genoemd, dit ter onderscheiding van de in de onmiddellijke nabijheid gelegen Oude Nicolaaskathedraal die later instortte (op de plek verrees in 1849 de nu nog bestaande Petrus en Pauluskerk). Delen van de oude poortkerk zijn ook nu nog in de kathedraal te bezichtigen. Al onmiddellijk na de bouw kreeg de kerk te maken met plundering van de troepen van Napoleon. Herstel- en voltooiingswerkzaamheden werden in 1814 afgerond en vanaf dat moment werd de kerk een monument van de Russische victorie op Napoleon. De kathedraal werd door de Sovjets gesloten in 1933 voor de eredienst. De kerk leed ook onder zware beschadigingen tijdens de Tweede Wereldoorlog bij gevechten in 1942. De kerk werd gerestaureerd, echter de koepel op de kerk werd niet herbouwd. 
Tot aan de teruggave aan de Russisch-orthodoxe Kerk was het gebouw onderdeel van het Militair Museum van Borodino.

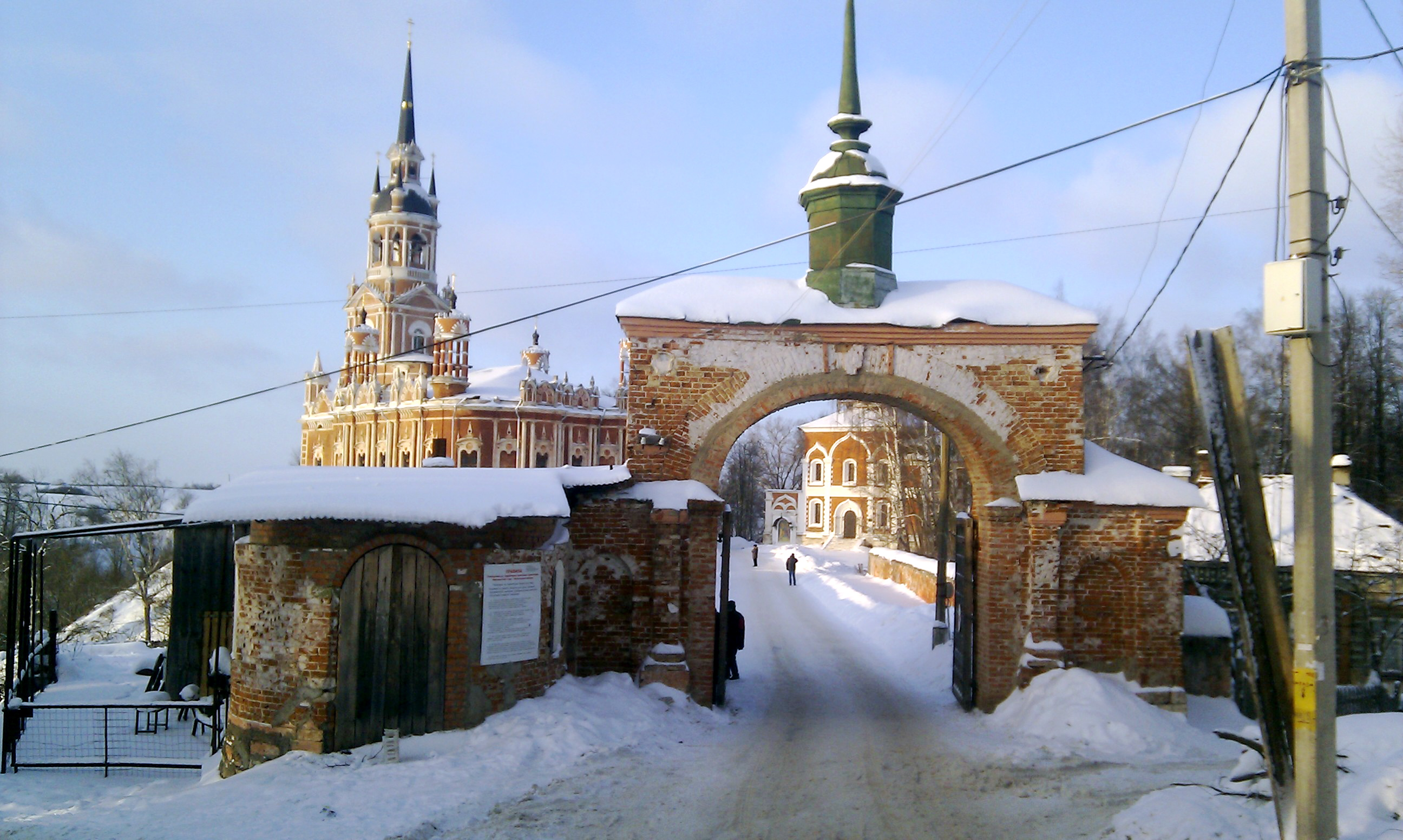
Toegang tot de kerken.
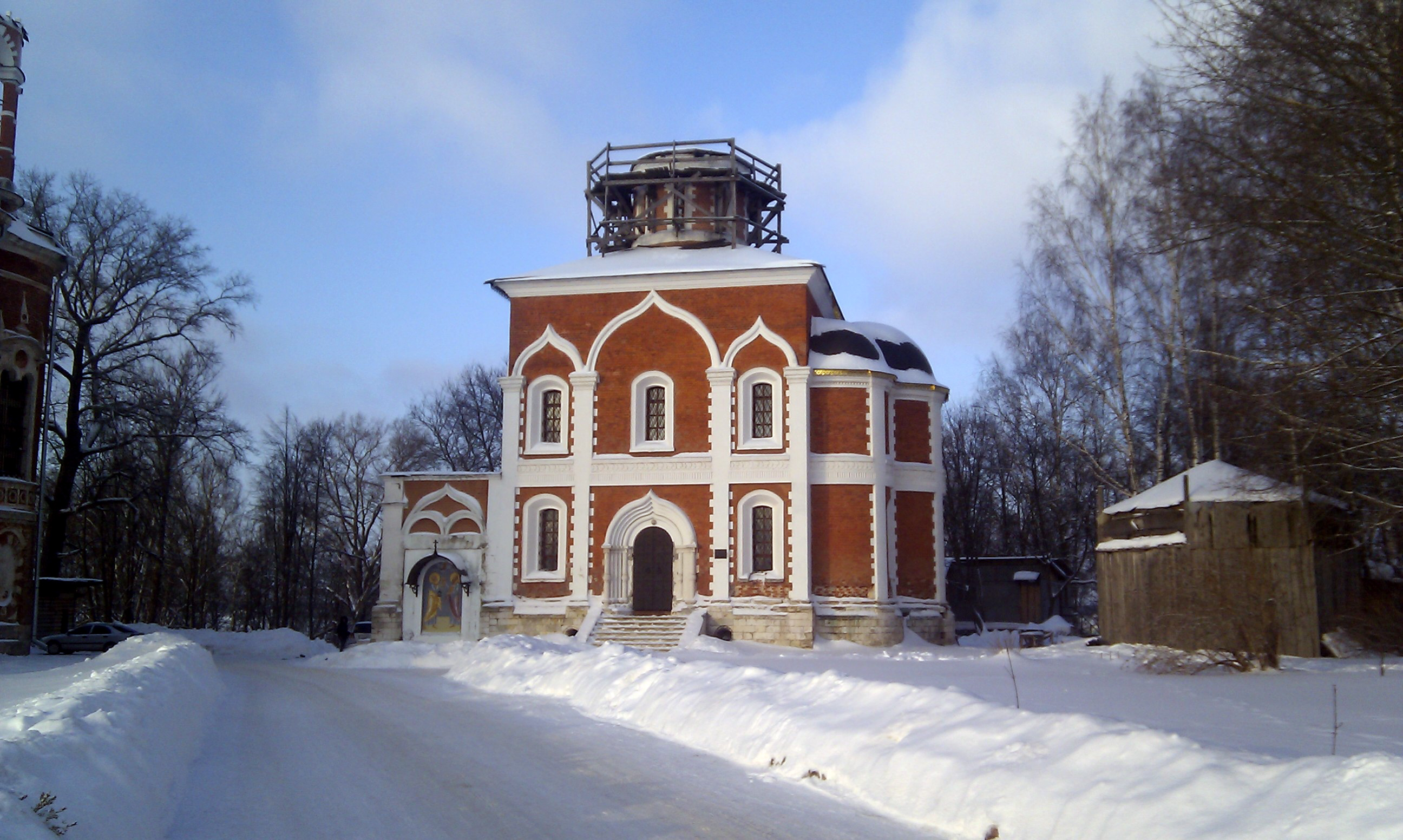
De Petrus en Pauluskerk, bouwjaar 1849 (oorspronkelijk XIV-XV eeuw), in 2003 teruggegeven aan de kerk.